# Pelargonium ternatum
Pelargonium ternatum és una espècie herbàcia perenne de la família de les geraniàcies nativa de Sud-àfrica on hi té un ampli rang de distribució. . Pelargonium deriva el seu nom per la semblança de la forma de la fruita al pic d'una cigonya (pelargos en grec). El nom específic ternatum significa "en tres", es refereix als tres lòbuls que formen les fulles. Aquest vistos i perfumat Pelargonium portarà alegria a qualsevol jardí fragant. Les espècies indígenes de Pelargonium han tingut un paper vital en el desenvolupament de pelargonis híbrids ornamentals. Aquesta espècie de Pelargonium seria molt adient per a una petita rocalla.

## Morfologia
És un arbre de fulla perenne que pot tenir també un port arbustiu molt ramificat. Té un hàbit de creixement erecte o procumbent, 0,2-0,6 m d'alçada. Les tiges de la planta són llenyoses i lleugerament aspres al tacte. Són de color verd quan són joves, però al seu torn de color marró vermellós i finalment grisenc-marró a la maduresa. Són de tres folíols, poc carnoses i corretjoses (coriàcies, dures), alguns amb pecíols llargs i alguns amb pecíols curts. Les flors, de blanc al rosa, normalment creixen solitàries i sempre a l'axil·la d'una fulla amb pecíol curt. Els cinc pètals són estretament obovats, amb els dos pètals posteriors (superiors) notablement més llargs i amples que els tres anteriors (inferiors). Aquesta espècie floreix durant la majoria dels mesos de l'any a excepció de febrer i març, però té un període màxim al setembre. La llavor s'adapta a la dispersió pel vent; és lleuger de pes i té un plomall en espiral. Quan les llavors s'enterren i no hi ha prou aigua al sòl, la cua actua com un trepant, torçant i penetrant la llavor dins de terra perquè s'hi pugui ancorar a terra i evitar ser impactada, o portada pels animals que es mouen.

## Ecologia
Aquesta espècie de Pelargonium té una distribució força limitada en el rang de Langeberg al sud del Cap Occidental. Només se sap sobre un rang de no més de 50 km, des dels voltants de Montagu a l'oest a prop de Riversdale a l'est. Habita sobretot en altituds de 300 a 600 m. P. ternatum creix en terrenys rocosos sovint amb bon drenatge del sòl sorrenc. Prop de la costa forma un component del tipus de vegetació costanera Renosterbos, dominat per Elytropappus rhinocerotis. A les muntanyes creix a False Macchia, una zona del fynbos anomenada així pel investigador agrícola John Acocks (1911-1979) el qual va dir que aquesta zona no era veritable, ja que provenia de terres prèviament cultivades, cremades i recultivades per l'home. Aquests tipus de vegetació consisteixen arbusts baixos, esclerofil·le (vegetació seca).
L'àrea de distribució rep una precipitació anual d'uns 200 a 400 mm prop de la costa i tan alt com 600 mm a les muntanyes. El règim de pluges es distribueix uniformement al llarg de l'any. Els mesos d'estiu s'escalfen bastant, els hiverns són suaus i les gelades s'experimenten en localitats elevades.

## Usos
És gairebé impossible establir una pauta o patró de creixement comú per a tots els Pelargonium, ja que cada espècie té les seves particularitats. Aquest en concret prefereix les zones o les part més humides del jardí. A Sud-àfrica, al Cap Occidental el millor moment per a plantar és durant els mesos de pluja per permetre que les plantes s'estableixin abans de les èpoques càlides i seques de l'estiu. Aquesta planta s'adapta fàcilment a un lloc assolellat, semi-ombra o ombra al seu jardí. L'arbust requereix reg regular per mantenir el creixement òptim. La poda de les plantes després que el període de floració els mantindrà neta i vigorosa. Si estan sans, les branques podades es poden utilitzar per esqueixos. El pH del sòl hauria de ser neutre o lleugerament baix, encara que no seria un factor gaire important.
Les llavors o esqueixos poden ser utilitzats per a la propagació. Es poden prendre esqueixos d'unes mides d'uns 100 a 150 mm de llarg durant pràcticament tot l'any mentre la planta estigui sana i vigorosa. És bo seleccionar aquelles tiges semi-joves o quasi madurar i hauria d'estar lliure de malalties i plagues. Eliminar alguna flor si fos el cas. L'ús d'algun adob acceleraria el creixement.